# Municipio de Chinameca
El municipio de Chinameca es un municipio que se encuentra ubicado en la zona sureste del estado mexicano de Veracruz de Ignacio de la Llave, dentro de las llanuras de sotavento, en la región floreciente de la cultura Olmeca, a su vez en la subregion del Istmo de Tehuantepec que abarca desde Coatzacoalcos hasta Salina Cruz, colindando a las faldas de la reserva de los Tuxtlas (Sierra de Santa Marta y Volcán San Martin), siendo su suelo de extensas planicies. Su cabecera es la localidad de Chinameca.
Se encuentra ubicado en la zona sureste, a una altura de 40 metros sobre el nivel del mar. Su distancia aproximada al sureste de la capital del estado Xalapa de Enríquez, por carretera es de 290 km. Los ecosistemas que coexisten en el municipio son el de vegetación tropical perennifolio con especies como chicozapote, caoba y pucté (árbol de chicle), así también palmeras, ceibas y apompos en las áreas de humedales y pantano del río Chacalapa y Tilapa que atraviesan las comunidades de Chacalapa, Agua Fría, San José Tilapa, La Palma, Rancho Viejo, Rancho Nuevo y Zúñiga.

## Etimología
Su nombre proviene del náhuatl Chinam-meca-c; Chinamitl, chinamil; Mecatl, soga, lazo o mecate; C, en; "en los mecates de chinamil", esto es, donde usan lazos de zacate y caña.
Estaba dentro del señorío Mexica que constaba del río de Coatzacoalcos hasta la ciudad de Oluta, hasta la época de la conquista se mantuvo así. Después de esto los esclavos de españoles o franceses fueron creando casta con los indígenas de la zona, a eso se debe la etnicidad de la zona. Después de esto se establecieron en lo que actualmente es su parte central.

## Límites y localización
Limita al norte con Mecayapan y Pajapan en la reserva de los Tuxtlas de la Sierra de Santa Marta y Volcán San Martin; al este con Cosoleacaque; al sur con Oteapan, Jáltipan y Soconusco en la línea del Istmo veracruzano que constituyen el corredor del Istmo de Tehuantepec, al oeste colinda con Soteapan en la Sierra de Santa Marta.

## Demografía
La mayoría de las colonias que pertenecen al municipio cuentan con: alumbrado público, agua potable, drenaje y pavimento hidráulico.
Chinameca es un municipio de 15214 habitantes (7404 hombres y 7810 mujeres) situado en el Estado de Veracruz de Ignacio de la Llave, con un ratio de fecundidad de 2.33 hijos por mujer. El 6,05% de la población proviene de fuera del Estado de Veracruz de Ignacio de la Llave. El 4,26% de la población es indígena, el 1,99% de los habitantes habla alguna lengua indígena, y el 0,01% habla la lengua indígena pero no español.
El 56,28% de la gente de Chinameca es católica, el 50,05% están económicamente activos y, de estos, el 94,35% están ocupados laboralmente. Además, el 63,65% de las viviendas tienen agua entubada y el 6,40% tiene acceso a internet.

## Población
Según nuestras estadísticas de Chinameca, estos son los cuatro pueblos más importantes en cuanto a población:
- Chinameca (7144 habitantes)
- Chacalapa (1995 habitantes)
- Los Cerritos (1528 habitantes)
- Agua Fría (528 habitantes)

## Educación
La cabecera municipal cuenta con aproximadamente 20 planteles educativos de primaria, secundaria con la escuela Secundaria Técnica Industrial n.° 81, y bachillerato, con el colegio de bachilleres del estado de Veracruz n.° 33. Al igual que el CBTIS 250.
Mientras en sus comunidades se cuentan con primarias rurales y federales, Telesecundarias y Telebachilleratos.

### Localidades
- Abraham Ramos (5 habitantes)

- Agua Fría (544 habitantes)

- Agua Zarca (12 habitantes)

- Alto Lucero (5 habitantes)

- Ateponta (409 habitantes)

- Bartolo Vidal Hernández (6 habitantes)

- Bocatoma (6 habitantes)

- Bulmaro Soto (11 habitantes)

- Camino a los Aztecas (27 habitantes)

- Centro de Población Agrícola y Ganadera El Manantial (109)

- Centros Avícolas Agua Fría (2)

- Chacalapa (2298)

- Chinameca (7547)

- Colonia la Sabana (10)

- Cosme Zúñiga (4)

- Cuevas Miranda (5)

- Desviación Chapopote (Taller Viejo) (13)

- Desviación Coscapa (-)

- Desviación Coscapa (5)

- El Aguacate (5)

- El Arenal (45)

- El Cafetal (La Gravera) (1)

- El Canario (1)

- El Cascabel (8)

- El Centavo (6)

- El Chacalapa (7)

- El Chapopote (480)

- El Jaguar (4)

- El Jícaro (-)

- El Maguey (Ernesto Betancourt) (2)

- El Manantial (3)

- El Manantial (1)

- El Mangal (8)

- El Marañón (26)

- El Naranjo (-)

- El Naranjo (8)

- El Nuevo Porvenir (El Papayal) (4)

- El Platanal (9)

- El Retazo (6)

- El Salto (7)

- El Suspiro (14)

- Emilio Tirado Morales (3)

- Enrique Jara Lemus (4)

- Estación 3 Chacalapa (4)

- Expadinal (Diego Zúñiga) (1)

- Finca San Ramón (Garduza) (2)

- Framboyán (1)

- Granja Avícola Olmeca La Palma (4)

- Juan Aguilar (5)

- Juan García (-)

- Kilómetro 14 (12)

- Kilómetro Dieciséis (-)

- Kilómetro Diecisiete (1)

- Kilómetro Diecisiete y Medio (Las Gardenias) (2)

- La Araña (17)

- La Aurora (8)

- La Calamita (25)

- La Lagunilla (5)

- La Libertad II (5)

- La Loma (3)

- La Palma (158)

- La Peseta (1)

- La Soledad (4)

- Laguna Sauzal (3)

- Las Amapolas (5)

- Las Amapolas (El Búfalo) (-)

- Las Bugambilias (1)

- Las Chinampas (15)

- Las Flores (12)

- Las Golondrinas (3)

- Las Lomas (9)

- Las Lomas Cerritos (Las Lomas) (309)

- Las Palomas (-)

- Los añitos (5)

- Los Aztecas (5)

- Los Camotes (2)

- Los Cedros (4)

- Los Cerritos (1670)

- Los Limones (Los Pinos) (3)

- Los Manantiales (6)

- Los Mayos (13)

- María Asunción (-)

- Martín Luria (-)

- Monte Sabina (4)

- Mundo Nuevo (5)

- Mundo Nuevo 2 (3)

- Ochinapa (2)

- Odón Morales Cruz (3)

- Orel (2)

- Paraíso del Edén (6)

- Parada Ochinapa (3)

- Pozolapa (El Rompido) (3)

- Puente Chacalapa (20)

- Rancho Aldama (3)

- Rancho Alegre (6)

- Rancho LM (3)

- Rancho Nuevo (71)

- Rancho Viejo (360)

- Salinas (79)

- San Isidro (2)

- San José (7)

- San José Tilapa (290)

- San Nicolás (3)

- San Vicente (81)

- Santa Elena (1)

- Santa Rosa de Padua (6)

- Santos Corona (1)

- Taurino Cervantes López (1)

- Tío Casiano (1)

- Tilapa Viejo (2)

- Tres Hermanos (1)

- Tres Reyes (8)

- Valerio (24)

- Zúñiga (220)

### Otros pueblos,colonias y barrios en el H.Ayuntamiento de Chinameca
- Barrio El Arenal

- Barrio El Rincón

- Barrio La Ceiba

- Barrio La Condusa

- Barrio La Maseca

- Barrio Nuevo

- Barrio Paquital O Isleta

- Barrio Tonalapa

- Chinameca Centro

- Cruz Verde

- El Naranjal

- Hidroeléctrica

- Lomas San Román

## Economía
La mayoría de la gente trabaja en el campo agropecuario como la siembra de granos, cítricos, palma de aceite Áfricana y ganadería, así como en empresas avícolas como Bachoco, industria de elaboración de aceites de palma africana como Oleofinos, de alimentos para animales de granja como Purina y Campi, así como en la industria de la harina como Grupo Maseca, sin dejar de mencionar el sector emprendedor que cuenta con pequeños y medianos negocios que son la base de su economía familiar o emplean a otras personas.

## Gastronomía
La carne de Chinameca, su nombre le hace honor a la comunidad donde la realizan y es mundialmente conocida. Es una carne roja, a menudo naranja, pero depende de la cantidad de ingredientes y especias que se utilicen al elaborarla. Ideal para acompañar cualquier receta mexicana, por ejemplo la ampliamente conocida "memela".
A decir de pobladores, la carne de Chinameca es conocida como milenaria y fue probada por Hernán Cortés a su paso por el Estado en la época de la conquista. Se desconoce cómo fue descubierta, pero sí se sabe como prepararla.

## Flora y fauna
Cuenta con pequeños bosques de encina en los campos agrarios y ganaderos, siendo más común en los bancos de tierra con suelos colorados y erosionados en las barrancas de las greveras en las entradas hacía las comunidades de Agua Fría y Rancho Viejo. En sus ecosistemas de pantano, bosque tropical y laderas se desarrollan poblaciones de conejos, zorros, coyotes, tuzas, tepescuintle, mapaches, jabalí, venado, armadillos, aves canoras como pericos, loros, de rapiña como águilas, gavilanes, de carroña como zopilotes y cóndores, reptiles como tortugas pochitocas, pinta, tres lomos, chopontil, sabanera y tortuga lagarto, así como iguanas y en raras oraciones monos. Su suelo está constituido por minerales como la arena sílica, grava y arcilla, siendo una fuente de explotación económica para algunas comunidades, así como los árboles maderables de encina, roble y caoba por lo apreciado de su madera, sin dejar de mencionar las enredaderas de flores lilas y árboles de pongolote de flores amarillas que adornan el área durante primavera y verano.